# Sveriges ornitologiska förening

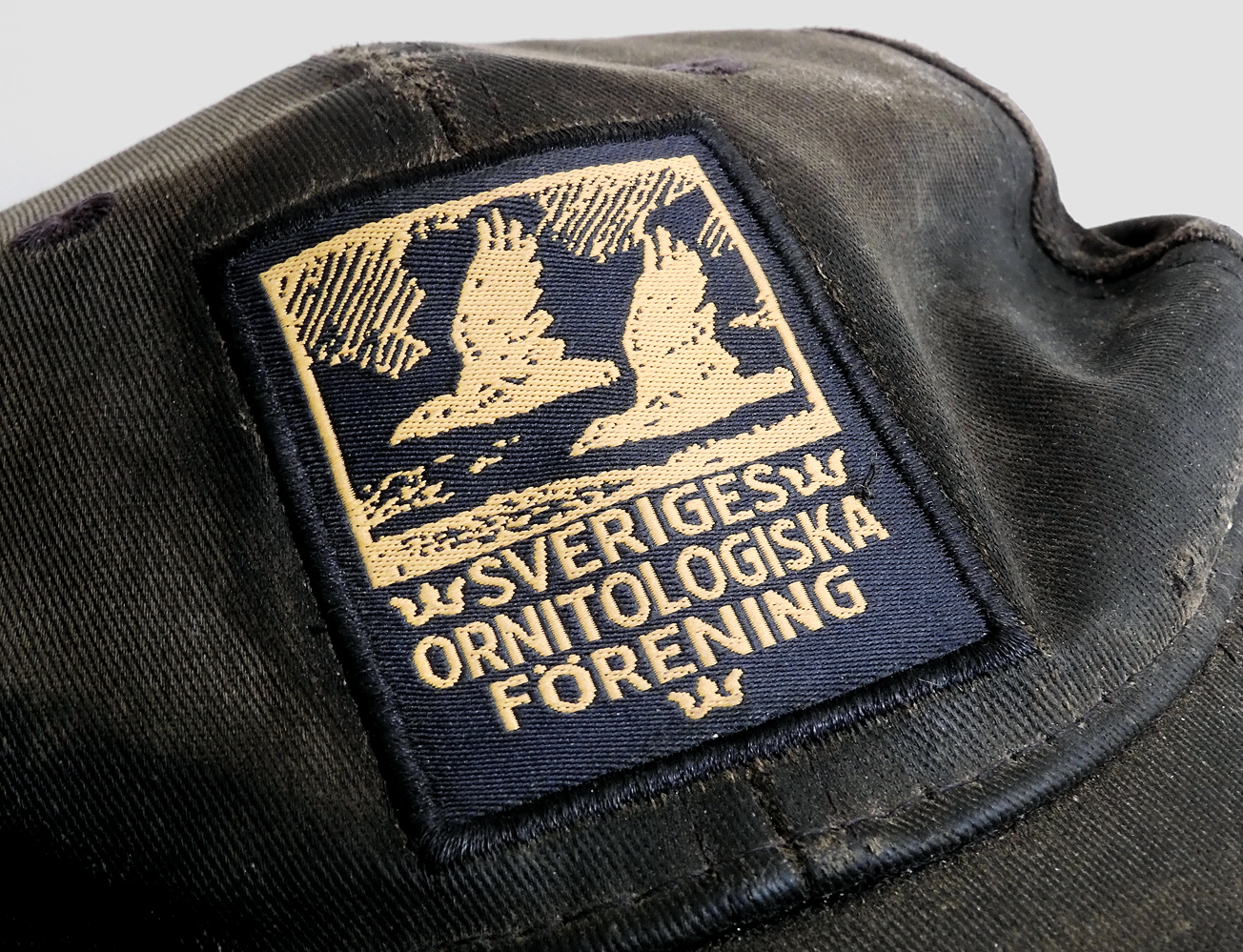
Hugin och Munin i SOFs gamla logo.

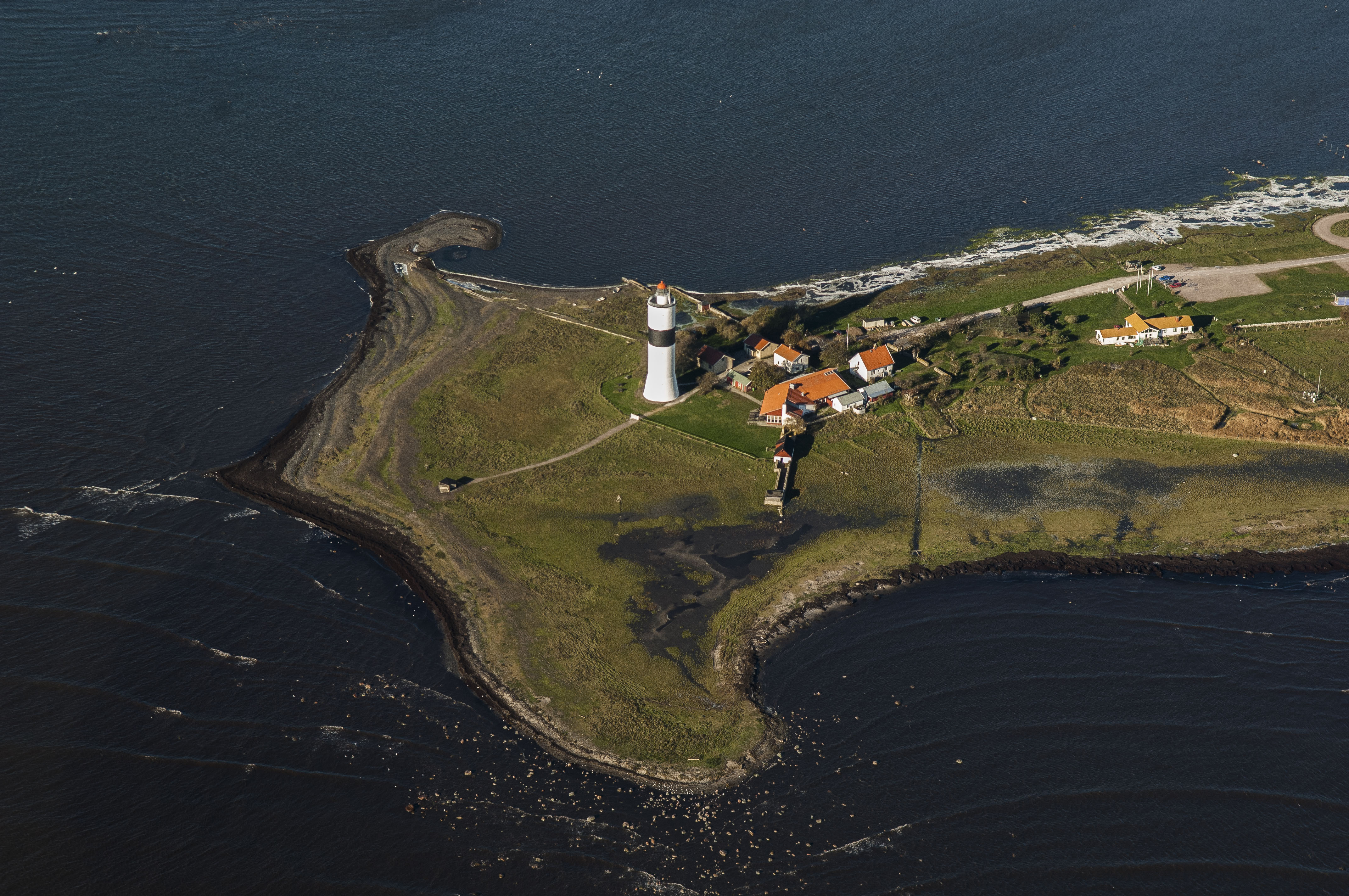
Ottenby fågelstation med Långe Jan på Ölands södra udde. Fågelstationen drivs av Birdlife Sverige.

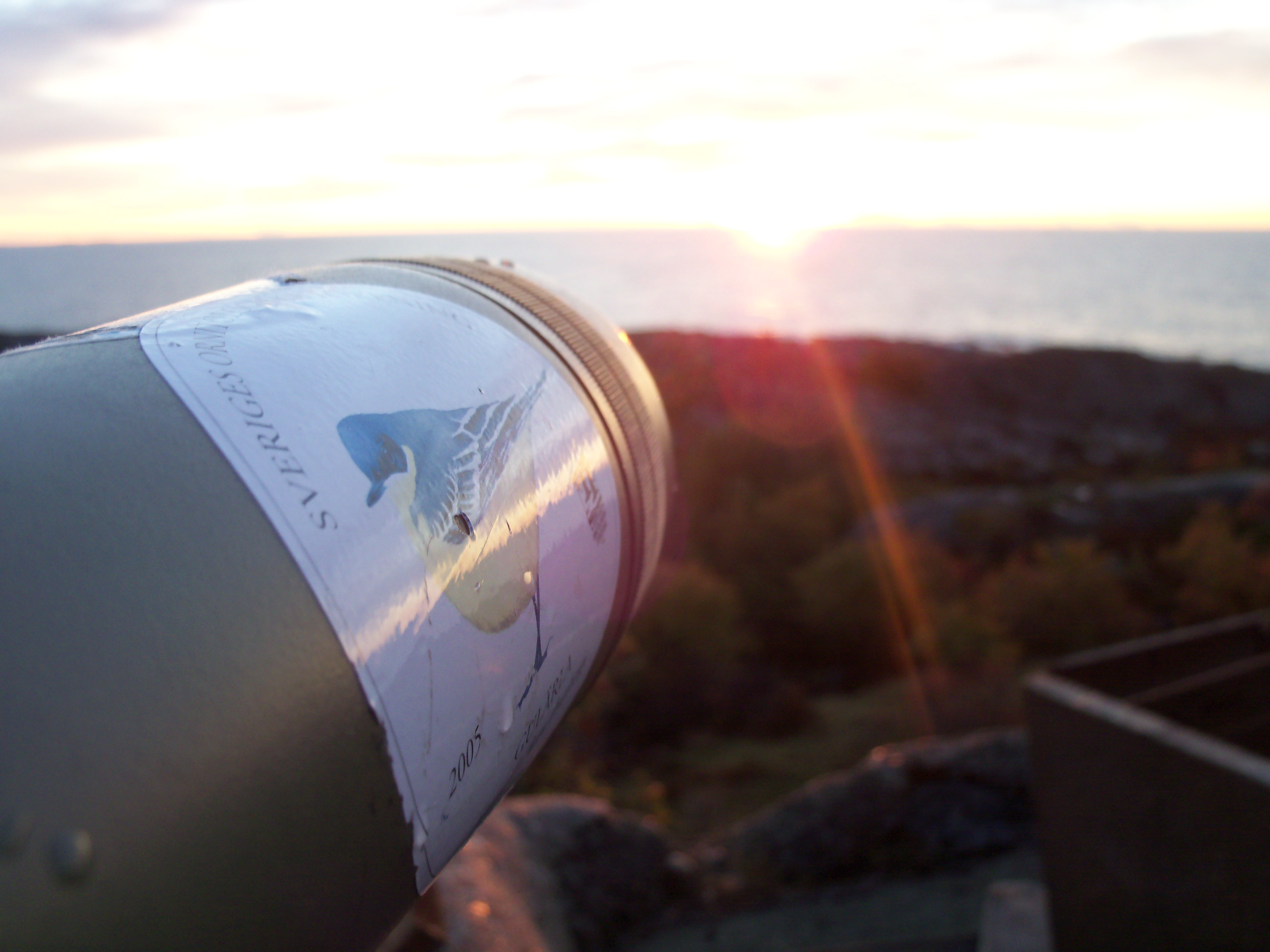
Tubkikare med medlemsdekal för Sveriges ornitologiska förening för året 2005.

Birdlife Sverige (av organisationen skrivet BirdLife Sverige), formellt Sveriges Ornitologiska Förening – Birdlife Sverige, innan 2014 Sveriges Ornitologiska Förening (SOF), är Sveriges nationella ornitologiska förening för personer intresserade av fåglar, och en partner till den internationella ornitologiska föreningen Birdlife International. Föreningen startades 1945 som en avknoppning från Naturskyddsföreningens fågelsektion. Birdlife Sverige hade 2020 ungefär 16 500 medlemmar, 25 regionalavdelningar, ett hundratal andra lokalföreningar, samt 24 anställda.
Birdlife Sverige anger som främsta mål att arbeta med skydd av fåglar och deras miljö, stötta fågelforskning och att främja intresset för fåglar och fågelskådning. Många av de projekt som organisationen genomför bygger på stöd av föreningens medlemmar. 
Föreningens huvudkontor ligger i Stenåsa på sydöstra Öland vilket även inhyser Naturbokhandeln som bland annat säljer litteratur och kikare. Birdlife Sverige äger och driver Ottenby fågelstation där det bedrivs ringmärkning och fågelforskning sedan 1946.
Sveriges Ornitologiska Förening utvecklade tillsammans med ArtDatabanken och Sveriges lantbruksuniversitet (SLU) det Internetbaserade rapportsystemet  Svalan, som senare slagits samman med andra rapportsystem till den nationella Artportalen. 
Birdlife Sverige, Naturskyddsföreningen och Naturvårdsverket förvaltar Stiftelsen Gustaf Adolf och Anna Maria Alvins fond till främjande av Sveriges naturskydd, som är en fond till stöd för svenskt naturskydd, främst fågelskydd.
Föreningen ger ut tidskriften Vår Fågelvärld som riktar sig till fågelskådare, samt den vetenskapliga tidskriften Ornis Svecica. Tidigare gavs även Fågelvännen ut som var mer inriktad till allmänt fågelintresserade människor.